# Piérides

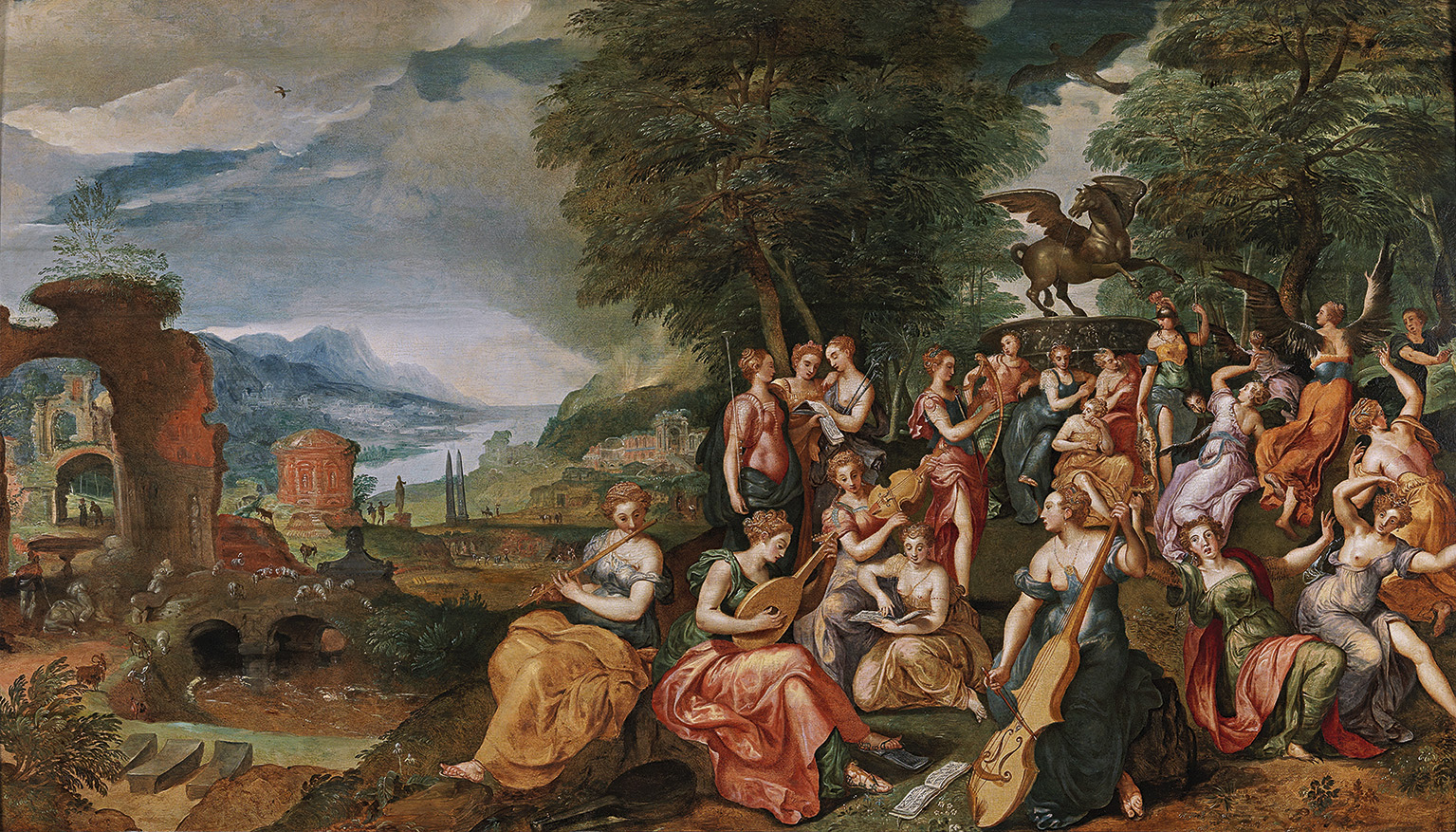
La contienda entre las Musas y Piérides, por Marten de Vos.

En la mitología griega, las Piérides (Πιερίδες), también conocidas como Emátides (Ἠμαθίδες), eran las nueve hermanas dotadas de un excelente talento musical que se atrevieron a desafiar a las propias Musas en un concurso de canto y, al ser derrotadas, se convirtieron en diferentes tipos de aves.

## Origen
Las Piérides eran hijas de rey Píero de Emacia, ciudad situada en Macedonia. La madre de estas era Antíope de Pieria, o Evipe de Peonia, o bien una ninfa de Pimplea.
Otros refieren que las hermanas se llamaban Emátides por Emato o Ematión, hermano de Píero e hijo de Macedón. En una versión las hermanas, solo siete en número en dicha versión, se llaman Aqueloide, Nilo, Tritone, Asopo, Heptápora, Tipoplo y Rodia. Pausanias, sin embargo, habla de una tradición según la cual las Piérides tenían el mismo nombre que las Musas, hasta el punto de que los hijos atribuidos a estas últimas serían, en realidad, hijos de las Piérides.

## Desafío a las Musas
Estaban las Piérides tan orgullosas de su virtud que decidieron atravesar la Tesalia y parte de Grecia, para llegar al monte Helicón y retar a las Musas con el fin de disputarles la supremacía en el canto. «Si sois vencidas», dijeron las Piérides, «nos cederéis el Parnaso y las floridas riberas del Hipocrene; si obtenéis la victoria, os daremos los valles de Macedonia y buscaremos un asilo en los montes nevados de la Tracia». 
Las Musas aceptaron el reto. Las Piérides comenzaron su canto celebrando con versos largos y monótonos el combate de Zeus y los Gigantes, prodigando desmesuradas alabanzas a la bravura de los hijos de la Tierra. Su canto les brotaba sin vida, sin color ni concordancia. La musa Calíope fue la que se encargó de responderles y tejió en el acto un himno al poder infinito de los dioses y al señor del universo, que con un soplo da vida a la creación y con una mirada reduce a todos los seres a la nada. Después cantó la historia de Deméter y su eterno vagar por el mundo, su solicitud maternal, su temor, su esperanza y los numerosos beneficios por ella prodigados, que le hicieron digna de tantos templos levantados en su honor.

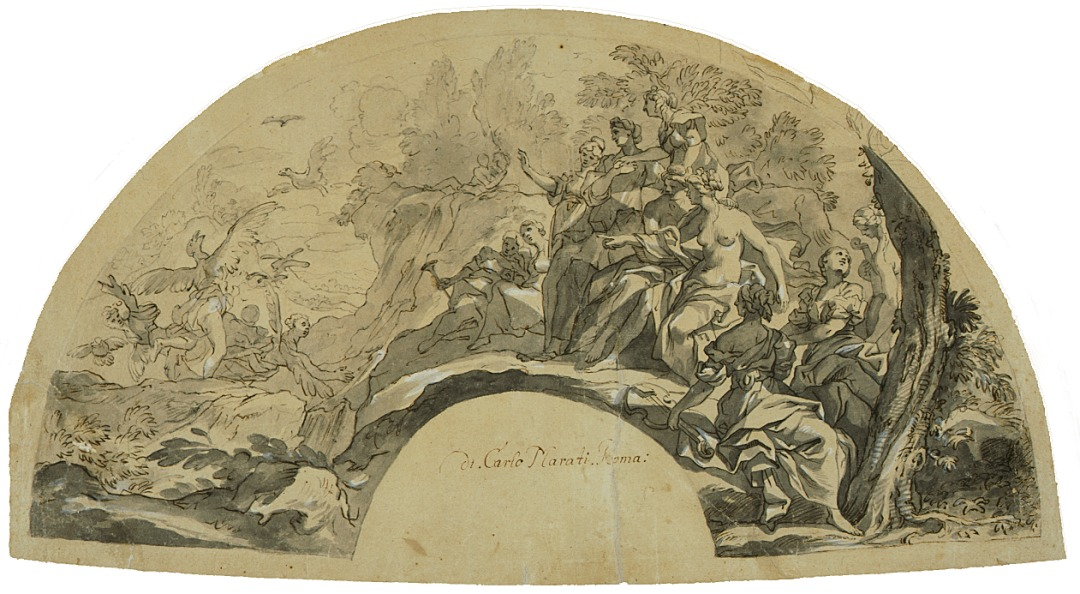
Las Pierides transformadas por las musas en urracas, por Domenico Piola.

Apenas hubo acabado el canto, las ninfas del Parnaso, actuando como jueces, otorgaron la victoria a las Musas. Las hijas de Píero prorrumpieron entonces en fuertes protestas, agrediendo a su rivales; pero al momento sus cuerpos se cubrieron de plumas negras y blancas y quedaron convertidas todas en urracas, yendo a posarse luego en las ramas de los árboles cercanos. Bajo esta nueva forma, seguían conservando el mismo temperamento de ser charlatanas e inoportunas.
Más adelante, los poetas, especialmente los latinos, llaman a las Musas Piérides, bien sea por el hecho de haber nacido en el Monte Píero o por su victoria sobre las hijas de Píero.

## Versión tardía
Antonino Liberal dice, acerca de las Emátides, que por entonces reinaba en Emacia Píero, que era oriundo del país. Tenía nueve hijas. Estas formaron un coro para competir con las Musas, y se celebró un concurso de canto en el Helicón. Cada vez que las hijas de Piero entonaban una canción, todo se oscurecía y no se prestaba la menor atención a su coro; en cambio, cuando cantaban las Musas, el cielo, los astros, el mar y los ríos permanecían quietos, y el Helicón, seducido por este placer, crecía hasta el extremo de tocar el cielo. Esto ocurrió hasta el momento en que, por decisión de Poseidón, Pegaso, golpeando la cima con su pezuña, impidió que el Helicón siguiera creciendo. 
Por haberse atrevido las doncellas, siendo mortales, a rivalizar con las diosas, las Musas alteraron la naturaleza de las doncellas y las convirtieron en nueve pájaros. Y, todavía en nuestros días, son llamadas entre los hombres Colímbade («somormujo»), Iinge («torcecuello»), Céncride (kenkrís), Cisa («urraca»), Claoris («verderón»), Acalántide («jilguero»), Nesa («pato»), Pipo («picoverde») y Dracóntide (drakontís).